# Knowle West Boy
Knowle West Boy – ósmy album Tricky’ego, wydany 7 lipca 2008 roku (w USA 9 września). Album promował singel „Council Estate”, który ukazał się 30 czerwca. Zapowiedzi nowego albumu Tricky’ego pojawiały się wcześniej: w styczniu 2008 magazyn MOJO podał, że płyta ukaże się w kwietniu 2008 roku.

## Spis utworów
1. „Puppy Toy” – 3:34
2. „Bacative” – 3:51
3. „Joseph” – 2:29
4. „Veronika” – 3:00
5. „C'mon Baby” – 3:04
6. „Council Estate” – 2:39
7. „Past Mistake” – 5:07
8. „Coalition” – 3:59
9. „Cross to Bare” – 3:45
10. „Slow” – 3:22
11. „Baligaga” – 3:42
12. „Far Away” – 3:39
13. „School Gates” – 3:47